# Olympische Sommerspiele 1980/Teilnehmer (Libanon)
| Gelbes Symbol für Goldmedaillen mit stilisierten Olympischen Ringen | Graues Symbol für Silbermedaillen mit stilisierten Olympischen Ringen | Braundes Symbol für Bronzemedaillen mit stilisierten Olympischen Ringen |
| ------------------------------------------------------------------- | --------------------------------------------------------------------- | ----------------------------------------------------------------------- |
| —                                                                   | —                                                                     | 1                                                                       |

Der Libanon nahm an den Olympischen Sommerspielen 1980 in Moskau mit einer Delegation von 15 männlichen Athleten an 16 Wettkämpfen in acht Sportarten teil. Der Ringer Hassan Bechara gewann mit Bronze im Superschwergewicht des griechisch-römischen Stils die einzige Medaille des Libanons bei den Spielen.

## Teilnehmer nach Sportarten

### Boxen
- Mohamed Al Moukdad
Weltergewicht: in der 1. Runde ausgeschieden

- Mohamed Halibi
Halbmittelgewicht: in der 1. Runde ausgeschieden

### Fechten
- Dany Haddad
Florett: 33. Platz
Degen: 41. Platz

- Hassan Hamze
Florett: 36. Platz
Degen: 41. Platz

### Gewichtheben
- Mohamed Kheir Tarabulsi
Mittelgewicht: Wettkampf nicht beendet

- Raef Ftouni
1. Schwergewicht: Wettkampf nicht beendet

### Judo
- Sihad Keyrouz
Superleichtgewicht: in der Hoffnungsrunde ausgeschieden

- Roukoz Roukoz
Leichtgewicht: in der 1. Runde ausgeschieden

### Leichtathletik
- Roland Dagher
100 m: im Vorlauf ausgeschieden
200 m: im Vorlauf ausgeschieden

- Nabil Chouéry
Marathon: Rennen nicht beendet

### Radsport
- Salloum Kaysar
Straßenrennen: Rennen nicht beendet

- Kamal Ghalayni
Straßenrennen: Rennen nicht beendet

### Ringen
- Hassan Bechara
Superschwergewicht, griechisch-römisch: Bronze

### Schwimmen
- Bilall Yamout
100 m Freistil: im Vorlauf ausgeschieden
200 m Freistil: im Vorlauf ausgeschieden

- Ibrahim El-Baba
100 m Schmetterling: im Vorlauf ausgeschieden